# Liam Lynch (IRA-Mitglied)
Liam Lynch (irisch: Liam Ó Loingsigh; * 9. November 1893; † 10. April 1923) diente während des Irischen Unabhängigkeitskrieges als Offizier in der Irisch-Republikanischen Armee (kurz: IRA; Englisch: Irish Republican Army) und als kommandierender General und Stabschef des vertragsablehnenden Flügels der IRA während des Irischen Bürgerkriegs.

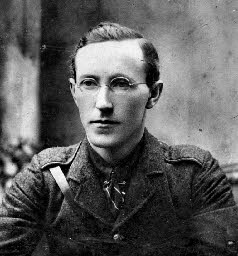
General Liam Lynch

## Kindheit und Jugend
Liam Lynch wurde auf dem Landgut Barnagurraha, County Limerick, nahe Mitchelstown, County Cork, als Sohn von Jeremiah und Mary Kelly Lynch geboren. Nach zwölfjähriger Schulzeit in Anglesboro begann er im Jahr 1910 eine Ausbildung in einem Haushalts- und Eisenwarengeschäft in Mitchelstown, wo er sich auch der Gaelic League und der Ancient Order of Hibernians anschloss. Später arbeitete er in Fermoy in einem Bauholzhandel. Prägende Eindrücke waren der Überfall der Royal Irish Constabulary auf Bawnard House, das Landgut der republikanischen Familie Kent im nahen Castlelyons, am 1. Mai 1916, beim „Aufräumen“ nach dem Osteraufstand, und die Hinrichtung von Thomas Kent am 9. Mai 1916, deren Zeuge er wurde.

## Der Unabhängigkeitskrieg
Im Jahr 1919 reorganisierte Lynch in Cork die Irish Volunteers, jene paramilitärische Gruppe, die später zur Irish Republican Army wurde. Im Guerillakrieg gegen England kommandantierte er die 2. Cork Brigade der IRA. Er galt bald als einer der fähigsten Kommandeure der IRA. Lynch half im Juni 1920, einen ranghohen britischen Offizier, General Lucas, gefangen zu nehmen und erschoss während der Geschehnisse den britischen Colonel Danford. Im August 1920 wurde Lynch, zusammen mit den anderen Offizieren der 2. Cork Brigade, während eines britischen Angriffs auf das Rathaus von Cork gefangen genommen. Bürgermeister Terence MacSwiney war unter den Gefangenen; er starb in der Haft an den Folgen eines Hungerstreiks. Lynch dagegen gab einen falschen Namen an und wurde drei Tage später freigelassen. In der Zwischenzeit hatten die Briten infolge einer Verwechslung zwei unschuldige Männer mit Namen Lynch ermordet.
Im September 1920 kommandierte Lynch, zusammen mit Ernie O’Malley, einen Trupp, der die britische Kaserne in Mallow einnahm. Die Waffen in der Kaserne wurden konfisziert und das Gebäude teilweise niedergebrannt. Bis zum Frühjahr 1921 führte Lynch mit seiner Brigade den Guerillakrieg fort und lockte mehrfach britische Truppen in einen Hinterhalt, u. a. nahe Millstreet. Doch gab es auch Fehlschläge wie bei Mourne Abbey und der Angriff auf einen britischen Truppentransportzug bei Upton (Cork) am 15. Februar 1921.
Im April 1921 wurde die IRA in regionale Divisionen umstrukturiert. Lynchs Ruf war der Art, dass er zum Kommandanten der 1st Southern Division (deutsch: Erste Südliche Division) ernannt wurde. Vom April 1921 an bis zum Waffenstillstand, der den Krieg im Juli 1921 beendete, wurde Lynchs Kommando zunehmend durch die vermehrte Aufstellung britischer Truppen in der Region und die Benutzung kleiner, mobiler Einheiten seitens der Briten um den IRA-Guerillataktiken entgegenzuwirken, unter Druck gesetzt. Lynch hatte nicht länger die Befehlsgewalt über die 2. Cork Brigade inne, als er im Geheimen zu jeder der neun IRA-Brigaden in Munster reisen musste. Zur Zeit des Waffenstillstandes wurde die IRA unter Liam Lynch zunehmend bedrängt und litt Mangel an Waffen und Munition. Lynch begrüßte den Waffenstillstand daher als eine willkommene Ruhepause, erwartete jedoch, dass der Krieg nach dessen Ablauf weitergeführt werden würde.

## Der Anglo-Irische Vertrag
Der Krieg endete endgültig mit der Unterzeichnung des Anglo-Irischen Vertrags zwischen dem irischen Verhandlungsteam unter Michael Collins und der britischen Regierung im Dezember 1921.
Lynch stand dem Anglo-Irischen Vertrag mit der Begründung ablehnend gegenüber, dass er die 1916 proklamierte Irische Republik zu Gunsten eines Dominion-Status Irlands im britischen Empire abschaffe. Im März 1922 wurde er Stabschef der IRA, von welcher große Teile auch gegen den Vertrag gestimmt waren. Lynch aber wollte keine Spaltung in der republikanischen Bewegung und hoffte mit den Unterstützern des Vertrages („Freistaatler“), durch die Veröffentlichung einer republikanischen Verfassung für den neuen Irischen Freistaat, einen Kompromiss zu finden. Die Briten aber wollten das nicht akzeptieren und so kam es zu einer Spaltung der irischen Reihen und schlussendlich zum Bürgerkrieg.

## Der Bürgerkrieg
Obwohl Lynch die Besetzung des Four Courts, durch eine Gruppe extremer Republikaner in Dublin, ablehnte, schloss er sich der Besatzung im Juni 1922 an, als das Gebäude von der neu gebildeten Freistaats-Armee angegriffen wurde. Dies markierte den Beginn des Irischen Bürgerkriegs. Lynch wurde von den Streitkräften des Freistaates verhaftet, durfte Dublin aber unter der Voraussetzung verlassen, dass er versuche, den Kämpfen Einhalt zu gewähren. Stattdessen aber begann er schleunigst den Widerstand anderorts zu organisieren.
Mit der Gefangennahme von Joe McKelvey bei Four Courts nahm Liam Lynch wieder die Position des Stabschefs der gegen den Vertrag gerichteten IRA-Streitkräfte (auch Irregulars genannt) ein, welche McKelvey zuvor zeitweilig übernommen hatte. Lynch, der am besten mit dem Süden vertraut war, plante eine „Munster Republik“ zu errichten, welche seiner Meinung nach die Bildung des Freistaates verhindern würde. Die „Munster Republik“ würde durch die „Limerick-Waterford Linie“ zu verteidigen sein. Diese bestand, bewegt man sich von Ost nach West, aus der Großstadt Waterford, den Städten Carrick-on-Suir, Clonmel, Fethard, Cashel, Golden und Tipperary, mit dem Ende in Limerick, wo Lynch sein Hauptquartier eingerichtet hatte. Im Juli führte er ihre Verteidigung an, doch wurde sie am 20. Juli 1922 durch Truppen des Freistaates erobert.
Lynch zog sich weiter in den Süden zurück und schlug sein neues Hauptquartier bei Fermoy auf. Die „Munster Republik“ fiel im August 1922, als Freistaats-Truppen über den Seeweg in Cork und Kerry landeten. Die Stadt Cork wurde am 8. August eingenommen und Lynch gab Fermoy am nächsten Tag auf. Die Streitkräfte der Vertragsgegner zerstreuten sich daraufhin und verfolgten von nun an Guerillataktiken.
Lynch steuerte seinen Teil zu der zunehmenden Verbitterung des Krieges bei, indem er am 30. November 1922 die sogenannten orders of frightfulness (deutsch: Schreckensbefehle) gegen die provisorische Regierung ausgab. Dieser allgemeine Befehl genehmigte das Töten von Senatoren und Mitgliedern des Freistaatsparlaments (TD’s; irisch: Teachta Dála), sowie von bestimmten Richtern und Zeitungsherausgebern, als Vergeltung für die Tötung von gefangengenommenen Republikanern seitens des Freistaats. Die ersten exekutierten republikanischen Gefangenen waren vier, am 14. November 1922 mit Waffen aufgegriffene, IRA-Männer, gefolgt von der Exekution des republikanischen Anführers Erskine Childers am 17. November. Lynch gab daraufhin von IRA-Männern ausgeführte Befehle aus, die TD Sean Hales töteten und ein weiteres TD vor dem Daíl verwundeten. In Reaktion darauf erschoss der Freistaat unverzüglich die vier republikanischen Anführer, Rory O’Connor, Liam Mellows, Dick Barret und Joe McKelvey. Das führte zu einer Spirale von Gräueltaten auf beiden Seiten, darunter die offizielle Hinrichtung von 77 gefangenen Republikanern seitens des Freistaates und die „inoffizielle“ Tötung von ungefähr 150 weiteren gefangenen Republikanern. Lynchs Männer, für ihren Teil, starteten eine gemeinsame Kampagne gegen die Heime von Freistaats-Parlamentsmitgliedern. Unter den von ihnen ausgeführten furchtbaren Handlungen befand sich die Niederbrennung von TD James McGarrys Haus, mit dem Tod seines siebenjährigen Sohns zur Folge, und die Ermordung von Freistaatsminister Kevin O’Higgins’ bejahrtem Vater, sowie die Verbrennung seines Hauses bei Stradbally im Frühjahr 1923.
Lynch wurde von einigen Republikanern, hier insbesondere Ernie O’Malley, für sein Versagen, ihre Kriegsanstrengungen zu koordinieren, und für den Umstand, den Konflikt in einer ergebnislosen Guerillakriegsführung auslaufen zu lassen, kritisiert. Lynch startete erfolglose Anstrengungen Gebirgsartillerie aus Deutschland zu importieren, um das Kriegsglück noch einmal herumzureißen. Im März 1923 traf sich die Armeeführung der vertragsablehnenden IRA in einem abgelegenen Tal bei Aherlow. Mehrere Mitglieder der Führung schlugen die Beendigung des Bürgerkriegs vor, aber Lynch stellte sich ihnen entgegen. Er konnte mit Mühe eine Wahl gewinnen, um den Krieg fortzusetzen.
In einem Gefecht mit Freistaatstruppen in den Knockmealdown Mountains im County Tipperary wurde Lynch am 10. April 1923 erschossen. Viele Historiker sehen seinen Tod als das tatsächliche Ende des Bürgerkrieges, da der neue Stabschef der IRA, Frank Aiken, am 30. April einen Waffenstillstand erklärte und am 24. Mai die Freiwilligen der IRA anwies, ihre Waffen niederzulegen und nach Hause zurückzukehren.
Am 7. April 1935 wurde ein 60 Fuß hohes Rundturm-Monument am vermuteten Platz Lynchs Todes errichtet.